# Misty Phoenix
Misty Phoenix est une drag queen française connue pour avoir remporté la saison 3 de Drag me Up et pour sa participation à la saison 3 de Drag Race France.

## Biographie
Originaire d'Ardèche, Misty Phoenix (alias Ulysse Gambeau) est issue d'une famille de militaires. Elle grandit à Avignon et poursuit des études dans la mode avant de passer cinq ans au conservatoire de danse. Elle décide de ne pas poursuivre dans la danse classique, qu'elle trouve trop stricte, et poursuit sa carrière comme drag queen.

## Carrière

### Drag
Si Misty Phoenix connaissait le transformisme et Chez Michou, elle date sa découverte du drag à sa classe de troisième et au visionnage de RuPaul's Drag Race sur Youtube.
Elle commence par faire des lives, elle en drag, sa mère en Dalida et son père en Nana Mouskouri, avant d'être repérée par les drag queens de Paris qui lui conseillent de déménager dans la capitale. Elle s'installe alors dans un studio du 18e arrondissement. Lorsqu'elle assiste à un défilé de Jean-Paul Gaultier, elle est invitée à monter sur scène pour danser sur une musique de RuPaul où elle fait la connaissance de la drag queen américaine. Elle remporte la troisième saison de Drag me Up et participe au cabaret rouge à Avignon, animé par La Big Bertha au Quartier Libre de Rouen ainsi qu'au Brunch and Queens à Paris.
En 2024, elle rejoint le casting de la saison 3 de Drag Race France ainsi que celui de la saison 1 de Drag Race France All Stars l'année suivante.

### Style
Son drag repose majoritairement sur la danse et les tenues auxquelles s'ajoute « une pointe d'insolence ». Lors du grand bal des fiertés de 2022 organisé par la mairie de Paris, elle porte une tenue prêtée, conçue par Serkan Cura. Son père participe à son art en lui créant accessoires et pièces motorisées.
Ses inspirations sont RuPaul, Lady Gaga, Madonna, les superhéros notamment de l'univers Marvel et la mythologie grecque.

### Filmographie
Elle apparaît dans le clip vidéo Oublier de Nicky Doll, avec ses consœurs de la saison 3 de Drag Race France Ruby On The Nail, Leona Winter, Lula Strega, Norma Bell, Edeha Noire, Magnetica et Afrodite Amour.